# Fukushima I
Fukushima I (福島第一原子力発電所 Fukushima dai-ichi genshiryoku hatsudensho?) är ett japanskt nedlagt kärnkraftverk som ligger vid havskusten i staden Okuma i Fukushima prefektur på nordöstra Honshu. I närheten i prefekturen finns ytterligare ett nedlagt kärnkraftverk, Fukushima II eller på japanska 福島第二 Fukushima Daini.
Kraftverket drabbades svårt av jordbävningen vid Tōhoku den 11 mars 2011. Ingen av reaktorerna har levererat kraft sedan olyckan. Reaktor 1-4 stängdes definitivt vid olyckan medan reaktor 5 och 6 lades ner 17 december 2013.

## Reaktorer
Kärnkraftverket hade före olyckan år 2011 sex reaktorer i drift och var därmed ett av de största kärnkraftverken i världen. Fukushima I byggdes och drivs, precis som Fukushima II, av The Tokyo Electric Power Company. Kraftverket sattes i drift 1971. General Electric levererade reaktorerna till blocken 1, 2 och 6 medan Toshiba stod för block 3 och 5 och block 4 kom från Hitachi. Alla sex reaktorerna är av General Electrics design. Arkitekt för General Electrics block var Ebasco. All konstruktion utfördes av Kajima.
Från september 2010 kördes block 3 på MOX-bränsle i stället för låganrikat uran, vilket användes i de andra fem reaktorerna.
| Reaktor                             | Typ  | Kritisk första gången | Kommersiell drift | Permanent nedstängt | Elektrisk bruttoeffekt |
| ----------------------------------- | ---- | --------------------- | ----------------- | ------------------- | ---------------------- |
| Fukushima I - 1                     | BWR  | 10 oktober 1970       | 16 mars 1971      | 19 maj 2011         | 460 MW                 |
| Fukushima I - 2                     | BWR  | 10 maj 1973           | 18 juli 1974      | 19 maj 2011         | 784 MW                 |
| Fukushima I - 3                     | BWR  | 6 september 1974      | 27 mars 1976      | 19 maj 2011         | 784 MW                 |
| Fukushima I - 4                     | BWR  | 28 januari 1978       | 12 oktober 1978   | 19 maj 2011         | 784 MW                 |
| Fukushima I - 5                     | BWR  | 26 augusti 1977       | 18 april 1978     | 17 december 2013    | 784 MW                 |
| Fukushima I - 6                     | BWR  | 9 mars 1979           | 24 oktober 1979   | 17 december 2013    | 1100 MW                |
| Fukushima I - 7 (tidigare planerad) | ABWR |                       |                   |                     | 1380 MW                |
| Fukushima I - 8 (tidigare planerad) | ABWR |                       |                   |                     | 1380 MW                |

## Säkerhet
Japan ligger i en skärningspunkt mellan fyra olika tektoniska plattor, där jordbävningar är vanliga. Fukushima-anläggningen påstås enligt wikileaksdokument vara byggd för att klara jordbävningar upp till magnitud 7,0 på Richterskalan. Denna låga säkerhetsnivå skulle Japan ha varnats för redan 2009. Andra uppgifter finns dock om högre säkerhetsnivå motsvarande 8,2. Ingenting sägs om läget för epicentrum.[källa behövs] Det som orsakade Fukushima-olyckan 2011 var dock en tsunami, och hur förberedd på en sådan kraftverket var är inte angivet här.

## Incidenter före 2011
Störningar har inträffat vid vissa reaktorblock:
- Den 25 februari 2009 inleddes en manuell avstängning mitt under en igångsättning. Orsaken var ett larm om högt tryck, som berodde på att en bypass-ventil till en turbin stängts av. Reaktorn var vid 12 % av full effekt, när larmet inträffade kl. 04:03 på grund av en tryckökning till 1029,8 psi, som överskred den lagstadgade gränsen på 1002,2 psi. Reaktorn sänktes till 0 % effekt, vilket översteg det tröskelvärde på 5 % som kräver händelserapportering och trycket sjönk tillbaka under det föreskrivna gränsvärdet kl. 04:25. Senare, vid 08:49 hade styrstavarna helt införts, vilket var en manuell avstängning av reaktorn. En inspektion bekräftade då att en av de 8 avlastningsventilerna hade stängt och att ventilen hade en dålig förbindelse med drivvätska. Reaktorn hade startats efter den 25:e ordinarie inspektionen, som inleddes den 18 oktober 2008.[15]
- Den 26 mars 2009 hade Enhet 3 problem med över-införingen av styrstavar under ett avbrott. Reparationsarbeten pågick på utrustning som reglerar det drivande trycket för styrstavarna, då en ventil öppnades kl 02:23 och utlöste ett driftalarm för styrstavar. Vid en senare besiktning konstaterades det att flera stavar oavsiktligt glidit in.[16]
- Den 2 november 2010 hade enhet 5 ett automatiskt snabbstopp, medan en tekniker utförde en justering av styrstavarnas införandemönster. Nödstoppet orsakades av ett larm om låg vattennivå i reaktorn. Turbinen slog ifrån tillsammans med reaktorn och det uppstod ingen strålning på arbetsskadenivå.[17]

## Jordbävningen 11 mars 2011
Block 1, 2 och 3 i Fukushima I, liksom tre andra närliggande kärnkraftverk, stoppades automatiskt den 11 mars 2011, kl 14:46 lokal tid, vid jordbävningen i havet utanför Sendai. Intensiteten i skakningarna på platsen uppmättes till 6+ shindo, på en sjugradig skala.
Jordbävningen slog ut det allmänna elnätet. I och med detta snabbstoppades block 1, 2 och 3 vilka vid tillfället var i drift. En knapp timme senare, kl 15:42, slogs de dieseldrivna reservgeneratorerna ut av den tsunami som följde på skalvet. I och med att även generatorernas bränsleförråd spolades bort stod det klart att anläggningen skulle stå utan ström under längre tid. Läget var nu kritiskt. Till följd av den ännu ganska höga värmeutvecklingen i det nyligen arbetande bränslet (resteffekt) krävs kylning under ganska lång tid. Man skulle med en gång ha behövt vidta ganska radikala åtgärder för att häva den destruktiva kedja händelser som nu i stället blev följden:
Nödkylningen hade arbetat i ungefär en timme när reservkraften försvann. Under ytterligare en timme lyckades man upprätthålla nödkylning med batterikraft. När även denna möjlighet försvann kunde man inget mer göra. Block 3 kunde upprätthålla sin nödkylning i ett och ett halvt dygn och i block 4 var hela härden urlyft i samband med revision och det nyligen använda bränslet stod i bränslebassängerna. Det intressanta är att vad som sedan hände på ett närmast ödesbestämt sätt upprepade sig i block efter block. Teknisk, materiell och kompetensmässig beredskap saknades tydligen helt för den situation man hamnat i.
Tidigt på morgonen den 12 mars förlorade man grundläggande instrumentering och vet via den därefter ganska litet om vad som hände. Resteffekten avtog successivt, men utgjorde ännu en ansenlig värmeeffekt (ca 15 MW, motsvarande avkokning av 20 ton per timme). Trycket i reaktorerna började stiga så fort man förlorade kylning, säkerhetsventilerna öppnade och ånga strömmade sedan ned i inneslutningarnas nedblåsningsbassänger. I och med detta sjönk vattenståndet i reaktortankarna. Från högt vattenstånd till dess härden börjar torrläggas behöver ca 50 m³ koka av. Kontrollrumspersonalen behöver således ingen instrumentering för att inse när härden håller på att torrläggas.
När vattenståndet sjunkit en bra bit ned i härden började bränslet ta skada. Ganska snart uppnåddes kritisk kapslingstemperatur (2200 F = 1204 C) varvid kapslingen under bildning av vätgas reagerade med vattenånga. Denna följde med ångan ut genom säkerhetsventilerna, men kan till skillnad från ånga ej kondensera i inneslutningens nedblåsningsbassänger. Till följd av det började trycket i inneslutningen stiga, nu i betydligt snabbare takt än vad temperaturhöjningen ensam skulle bidra till.
Den 12 mars kl 14:30 blev man tvungen att lätta på trycket i inneslutningen hos block 1. Man lät gas och ånga från inneslutningen strömma ut i reaktorhallen för att slippa släppa ut det rakt ut - något som med facit i hand hade varit att föredra, i synnerhet som vinden blåste från land. En kort stund senare observerade man aktivitet från jod som är lättflyktigt och inte alldeles oväntat med tanke på eventuella bränsleskador men man observerade även cesium som indikerade ett mycket allvarligare tillstånd med förstört bränsle i en kraftigt överhettad härd.
Den utventilerade gasen innehöll även en ansenlig mängd vätgas. Även om reaktorhallen är stor uppstod en ganska rik, explosiv blandning och kl 15:36 sprängdes väggar och tak bort i en kraftig vätgasexplosion. Samma sak hände två dagar senare i block 3. MOX-bränsle med något högre halt plutonium utgjorde här ett extra bekymmer. Den stora mängden vätgas var ett direkt resultat av mycket omfattande härdskador. Till följd av sönderbränd kapsling måste stora delar av härdarna i detta skede helt ha fallit samman. Allt vatten som inpumpades i härdar och inneslutningar blev i och med det högaktivt.
Kraftverksägaren förstod efter hand att anläggningarna är utom räddning och först i och med det kunde beslut om mer radikala åtgärder tas. Reaktorn i block 1 blev på kvällen den 12 mars föremål för inpumpning av havsvatten. Ett halvt dygn senare beslutade man att göra samma sak i block 3 och mitt på dagen den 14 mars var det dags för block 2. Trycken var ofta så höga att insatserna misslyckades - något man i flera fall nöjde sig med att konstatera men ej åtgärdade.
Under tiden hade byggnadernas invändiga mörker kompletterats med hetta och kvävande fukt. I och med den avsiktliga men misslyckade (möjligen instruktionsenliga) användningen av reaktorhallarna som fördröjningsvolymer i samband med vädring av inneslutningarna hade även en betydande höjning av strålningsnivåerna skett - något som i sin tur möjligen kan förklara varför åtgärder aldrig sattes in för att säkra bränslebassängerna. Denna enskilda omständighet var i sin tur vad som obevekligen förde olyckan in i ett nytt, flera veckor långt, katastrofalt skeende med bränslebränder i det fria med enorma, helt okontrollerade utsläpp som följd:
Utan kylning steg temperaturen i bränslebassängerna obevekligt och till slut motsvarade ångbildningen hela resteffekten (decay heat). Snart hade bränslet i dem torrlagts och värst drabbat blev block 4 där bassängen innehöll en hel härd nyligen använt bränsle (med betydligt högre värmeutveckling). Den 15 mars bröt den första branden ut och efter ännu en brand var byggnadens överdel totalförstörd på samma sätt som block 1 och 3. Inför de oundvikliga följderna av detta klassade franska myndigheter olyckan som INES-6, men på plats vidhöll man ytterligare en tid klassningen INES-4 och klassade sedan upp den till INES-5.
När en vecka hade gått hade man försökt återfylla bränslebassängerna med havsvatten. Strålningen över det då helt öppet liggande använda bränslet i bränslebassängerna innebar enorma strålningsproblem även på stort avstånd. Detta omöjliggjorde vidare flygningar och man övergick till begjutning med brandsprutor. Tillståndet i reaktor 1 och 3 kunde man vid det här laget bara gissa. Man trodde även, efter att ha hört en explosion på morgonen den 15 mars, att inneslutningen i block 2 var skadad.
Den 29 mars rapporterade man att man börjat mata färskvatten i block 1 och då ökade flödet en smula. Mängden svarade dock nätt och jämnt emot avkokningen vid aktuell resteffekt två veckor efter ett snabbstopp. Med det nya vattenflödet (ca 200 l/min) kom det därför ta mycket lång tid att fylla upp reaktortanken. På utsidan mätte man över 329 C. Man kom att fortsätta att mäta denna temperatur och med ledning av den finjustera vattenflödet. I samma och föregående rapport ägnades stort utrymme åt de mängder radioaktivt vatten som låg överallt i den söndersprängda och med brandsprutor tidigare havsvattenbegjutna anläggningen.

### Olyckans gradering på INES-skalan
Den japanska strålsäkerhetsmyndigheten klassade kärnkraftsolyckan som sju, den högsta befintliga nivån på skalan.
Japan hade deklarerat undantagstillstånd och evakuering av närboende inom 20 km radie inför risken av en härdsmälta. Olyckan klassades den 15 mars som en sexa ("allvarlig olycka") på den sjugradiga INES-skalan av den franska kärnkraftsmyndigheten ASN. Den japanska kärnkraftsmyndighet vidhöll dock att olyckan var en klass fyra ("Olycka utan betydande risk för omgivningen"). 
Den 18 mars höjde den japanska kärnkraftsmyndigheten incidenten till en femma på INES-skalan, vilket motsvarar samma gradering som Harrisburgolyckan 1979.
Hur de radioaktiva utsläppen från kärnkraftverket drabbar omgivningen utanför kraftverksområdet beror på hur stort utsläppet är, vad det består av och vädret. Radioaktiva partiklar spreds med luftströmmarna från kärnkraftverket, fram till den 16 mars rådde förhärskande västvindar som förde partiklarna ut över Stilla Havet. Från den 16 mars fram till den 19 mars dominerades väderläget av ett kraftigt högtryck som förflyttade sig från Kina och strax söder om Japan på en nordvästlig bana, eftersom vindarna roterar medurs runt högtryck så medförde det övervägande västliga vindar över Fukushima som förde utsläppen ut över havet. Lördagen den 19 mars bildades ett lokalt lågtryck över Japans östkust, som rörde till i luftströmmarna. Medan lågtrycket låg över inlandet var vinden sydostlig, vilket medförde att eventuella utsläpp drev in över det japanska fastlandet väster och norr om kärnkraftverket. Till söndagen den 20 mars hade lågtrycket flyttat sig ut över havet öster om Fukushima, på grund av att vindarna blåser moturs runt ett lågtryck så vred vindriktningen till nordost. Det innebär att radioaktiva ämnen som släppts ut fördes in över inlandet och ner mot Tokyo. I samband med lågtrycket fanns flera regnområden, vid regn lakades luften ur från partiklar som fördes ned och deponerades på mark och byggnader.

### Situationen för de olika reaktorerna
Situationen för de olika reaktorerna var kvällen den 16 mars enligt finska Strålsäkerhetscentralen följande:
Bränslet i reaktor 1 var skadat. Reaktorn inneslutning var hel och delvis fylld med vatten; bränslet kyldes genom att man pumpade in havsvatten. Överbyggnaden har skadats av en väteexplosion (andra källor anger att den är förstörd). Situationen var stabil, men förutsatte att man pumpade in vatten och släppte ut ånga då och då.
Bränslet i reaktor 2 var skadat. Det hade två gånger blivit torrt. Inneslutningen var skadad. Bränslet kyldes genom att man pumpade in havsvatten. Situationen var stabil, men förutsatte att man pumpade in vatten och lättade på trycket i reaktorn då och då.
Bränslet i reaktor 3 var skadat. Reaktorns inneslutning rapporterades vara hel, reaktorbyggnaden hade skadats av en väteexplosion. Situationen var tillsvidare stabil, men förutsatte att man pumpade in vatten och lättade på trycket i reaktorn då och då. Man hade sett ånga, som antogs komma från att vattnet kokade i bassängen för använt atombränsle.
Reaktorn 4 hade inget bränsle, men det använda bränslet som förvarades i en bassäng hade skadats. Bassängen hade inte kunnat kylas ner och vatten hade inte kunnat tillföras. Byggnaden hade skadats av en väteexplosion. Svenska Strålsäkerhetsmyndigheten uppgav att de hade uppgifter om att inget vatten fanns kvar i bassängen och att bränslet kunde börja brinna, varvid stora radioaktiva utsläpp var att vänta. 
Enheterna 5 och 6 hade bränsle i reaktorerna och i bränslebassängerna. Nedkylningen fungerade med en dieselgenerator, som förblev funktionsduglig, men temperaturen i bränslebassängerna rapporterades en vecka efter olyckan alltjämt förhöjd och situationen noterades som allvarlig.
Enligt rapporter den 16 mars hölls situationen i de tre reaktorer som var igång (nr 1–3) stabil genom att man pumpade in havsvatten, medan två andra reaktorer kyldes med hjälp av en dieselgenerator som förblev funktionsduglig (nr 5–6). Bassängen för använt kärnbränsle i en reaktor (nr 4) kunde ha blivit torr, då nedkylningen inte lyckats, varför stora utsläpp var möjliga och myndigheterna i bland annat Finland, Sverige och USA rekommenderade att personer inom 80 kilometers radie skulle lämna området.

#### Reaktortryckkärl och inneslutningar
Initialt föreföll alla åtgärder rapporterade via statusrapporter och kommunikéer från JAIF kännetecknas av en synbarlig försiktighet. Medan bränslet ännu var intakt skulle man utan några större konsekvenser kunna ha tryckavlastat såväl tryckkärl som inneslutningar. Så fort normala kylmöjligheter var utslagna var kylning via kokning enda återstående möjligheten. Den sammanlagda värmemängden var redan inom något dygn större än vad som var möjligt att omhänderta som sensibelt värme hos vatten i inneslutningens nedblåsningsbassäng.
Man måste ifrågasätta att arbetet inriktats på att försöka fördröja oundvikliga men inledningsvis små utsläpp (fissionsproduktsgaser i ånga etc) varvid i stället en situation med sönderbränt bränsle skapats som i sig innebar flera gånger större och i vissa fall helt okontrollerade utsläpp: - I flera fall har arbetet med nedkylning hejdats av höga tryck. Mitt på dagen den 14 mars, flera dygn efter kraftbortfallet, rapporterades att tryckkärlet i reaktor 2 hade nått fullt driftstryck (70 bar) innan man via säkerhetsventilerna skulle försöka sänka trycket. De flesta nödkylsystemen var avsedda att arbeta mot betydligt lägre tryck och detta, tillsammans med inventering av tillgängliga resurser, är vad som var och skall vara bestämmande för alla åtgärder i samband med snabbstopp.
Sent på kvällen den 18 mars publicerade JAIF en sammanställning av olycksförloppet (även info i tabell) där mycket av det som nämnts om de första dygnens händelser inte redovisats i tidigare rapporter. Vad som observerades kl 14:49 den 12 mars pekade entydigt på härdsmälta i reaktor 1.

#### Bränslebassänger
Kraftbortfallet (vartill även eventuella problem med kylvattenkanaler kan ha bidragit) hade även lett till utebliven kylning av reaktorhallarnas bränslebassänger. Temperaturen steg då även där, om än betydligt långsammare än i reaktorkärl och inneslutningar. Bortsett från att allt arbete måste utföras i mörker och i oventilerade utrymmen, utgjorde fukt och värme från dessa inom kort kokheta bassänger snart mycket svåra arbetsmiljöproblem. I reaktor 4 som vid jordskalvet var avställd för revision var dessa problem enligt rapporter från JAIF värre än i de övriga två avställda reaktorerna.
Vattnet i bränslebassängerna hade visserligen kylande funktion, men dess främsta uppgift var att skärma av strålningen från bränslet. Tyvärr lyckades man inte utnyttja det första dygnet till att via utrullning av brandslangar eller liknande förbereda en nödkylning i syfte att hålla nivån i bassängerna. Man tycks i stället mer eller mindre ha lämnat anläggningen vind för våg. Så småningom sjönk då nivån i bassängerna så mycket att använt bränsle kom att stå över vattenytan. Från och med då var situationen i och med enorma strålningsproblem katastrofal med på kort tid dödliga stråldoser för den som försökte närma sig. Inga arbeten var då möjliga ens för den som skulle kunna stå ut med mörker och ånga.
Situationen i reaktor 4 gick till slut så långt att bränslet helt torrlades och sedan överhettades till så höga temperaturer (kapslingens smälttemperatur) att vätgas bildades med en brand som följd. Branden fick självslockna. På bilder från luften syns hur reaktorhallen på block 1, 3 och 4 är totalförstörda och hur tjock ånga ventileras ur reaktorhallen tillhörig block 2. Genom öppningen efter de bortsprängda taken försökte man via helikopter och brandsprutor få så mycket vatten som möjligt till de torrlagda bassängerna.

### Knapphändig information
Under den första veckan var rapporterna, åtminstone i fråga om vad som funnits tillgängligt på engelska, i tekniskt hänseende mycket knappa. Först den 18 mars redovisades via JAIF händelseförloppet under de första dygnen mer i detalj. Rapporteringen på japanska från JAIF hade begränsats till några enstaka rapporter vid sidan av den reguljära verksamheten och först den 21 mars lade man i japansk version ut de statusrapportblad som funnits tillgängliga på engelska sedan den 18 mars.
Av vad som kommit fram syns, särskilt i JAIF:s statusrapportblad hur man om och om igen tvekade att på ett synligt sätt inse allvaret i olika omständigheter som exempelvis nivån i bränslebassängerna. I beaktande av vilka åtgärder som satts in går det kanske inte att alldeles utesluta att problemen med information avspeglar en faktisk brist på praktisk, levande insikt i såväl vad som var på väg att ske som insikt i värdet av att upprätthålla kylning och vattentillgång, om så till priset att detta endast kunde ske om olika anläggningsdelar först tryckavlastades med vissa utsläpp som följd. I åtminstone ett fall har JAIF själva noterat hur anmärkningsvärda uppgifter om situationens allvar kommit fram först via massmedia.

### Framtiden
Det måste poängteras, att i stort sett hela den enorma strålningsnivå som tidvis omgivit reaktorerna ej har med nedsmutsning att göra och heller ej på något sätt "smittar" även om den är livsfarlig så länge situationen råder. Så fort nivån i bränslebassänger (och därmed skärmning) återställts kvarstod dock en förhöjd strålningsnivå som har med nedfall från bränderna i torrlagda bränslebassänger att göra. I övrigt bör betydelsen av nedfall i närområdet kunna kvantifieras via av myndigheter observerat radioaktivt cesium och jod i spenat och mjölk. På lång sikt är endast cesium av intresse och dess avklingande (initialt 15-16 års effektiv halveringstid i ekosystemet) bör så småningom kunna jämföras med våra erfarenheter av nedfallet från Tjernobyl.
Tepco har tvingats använda havsvatten för att kyla ner de tre reaktorerna för att undvika en katastrof, när all annan kylning fallerade. Havsvattnet är korrosivt för materialen inne i reaktorerna, som därmed förstörts för all framtid.
Till stora delar är bränslet i härdar och bränslebassänger helt sönderbränt. Uran- och blanddioxid uppblandat med klyvningsprodukter ligger fragmenterat i botten på bassänger och reaktortankar. I och med det blir allt vatten som använts för kylning högaktivt. Att till kylning därtill använts så stor mängd havsvatten som till 1/30 består av salt ökar mycket kraftigt den slutliga mängd avfall som i framtiden måste omhändertas.
I och med att bränslebassängernas kärnbränsle fått överhettas och brinna i luft med rök av ömsom mörkare, ömsom ljusare färg (man har spekulerat kring vilket som är bäst) som resultat har samtidigt kraftigt radioaktiva ämnen spritts okontrollerat inom och utom anläggningarna. På plats har man begjutit bränderna med stora mängder havsvatten och vattensamlingar i angränsande turbinbyggnad är så radioaktiva att personal strålskadats. Samma vatten har trängt ned i marken och även konstaterats nått havet. Platsen för olyckan är därmed kraftigt nedsmutsad för mycket lång tid framöver och avfallsmängderna av en helt annan storleksordning än vid exempelvis rivning av ett kärnkraftverk. Det har framkommit att kraftverksägaren helst vill slippa ta hand om vad som är kvar av byggnaderna och i stället låta dem stå kvar övertäckta med sarkofag av Tjernobyltyp.
Tidigare försenade planer sedan 2009, att börja bygga två ABWR-reaktorer att tas i drift 2016 respektive 2017, fick revideras ytterligare.